# Uedaïta-(Ce)
La uedaïta-(Ce) és un mineral de la classe dels silicats, que pertany al grup de l'al·lanita. Rep el seu nom del cristal·lògraf japonès Tateo Ueda (19112-2000) de la Universitat de Kyoto, qui va determinar l'estructura de l'al·lanita.

## Característiques
La uedaïta-(Ce) és un silicat de fórmula química {Mn2+Ce}{Al₂Fe2+}(Si₂O₇)(SiO₄)O(OH). Va ser aprovada com a espècie vàlida per l'Associació Mineralògica Internacional l'any 2006. Cristal·litza en el sistema monoclínic. La seva duresa a l'escala de Mohs es troba entre 5 i 6. És l'anàleg amb Mn2+ de l'al·lanita-(Ce).
Segons la classificació de Nickel-Strunz, la uedaïta-(Ce) pertany a «09.B - Estructures de sorosilicats amb grups barrejats de SiO₄ i Si₂O₇; cations en coordinació octaèdrica [6] i major coordinació» juntament amb els següents minerals: al·lanita-(Ce), al·lanita-(La), al·lanita-(Y), clinozoisita, dissakisita-(Ce), dol·laseïta-(Ce), epidota, epidota-(Pb), khristovita-(Ce), mukhinita, piemontita, piemontita-(Sr), manganiandrosita-(La), tawmawita, manganipiemontita-(Sr), ferrial·lanita-(Ce), clinozoisita-(Sr), manganiandrosita-(Ce), dissakisita-(La), vanadoandrosita-(Ce), epidota-(Sr), al·lanita-(Nd), ferrial·lanita-(La), åskagenita-(Nd), zoisita, macfal·lita, sursassita, julgoldita-(Fe2+), okhotskita, pumpel·lyïta-(Fe2+), pumpel·lyïta-(Fe3+), pumpel·lyïta-(Mg), pumpel·lyïta-(Mn2+), shuiskita, julgoldita-(Fe3+), pumpel·lyïta-(Al), poppiïta, julgoldita-(Mg), ganomalita, rustumita, vesuvianita, wiluïta, manganovesuvianita, fluorvesuvianita, vyuntspakhkita-(Y), del·laïta, gatelita-(Ce) i västmanlandita-(Ce).

## Formació i jaciments
Va ser descoberta a la pedrera Marutoku, a Shodoshima, al mar Interior de Seto (Prefectura de Kagawa, Japó). També ha estat descrita a altres indrets del Japó, a Noruega (Heftetjern, Telemark) i al Canadà (pedrera Poudrette, Québec).